# Otacilia ambon
Otacilia ambon (лат.) — вид аранеоморфных пауков рода Otacilia из семейства Phrurolithidae. Название дано по имени места обнаружения (остров Амбон).

## Распространение
Встречаются в Индонезии (остров Амбон в южной части Молуккского архипелага).

## Описание
Мелкие пауки, длина тела около 2 мм (самец 1,70 мм и самка 2,25 мм). Отличаются бульбовидной формой пальпального органа и когтевидным эмболиусом. Эпигина без срединной пластинки и вогнутости; сперматеки хорошо отделены друг от друга диаметром более трех сперматек.
Вид был впервые описан в 2001 году голландским арахнологом Кристой Делеман-Рейнхолд по материалам из Молуккских островов. Включён в группу видов ambon.